# Quaife
La R.T. Quaife Engineering, Ltd. o semplicemente Quaife è un'azienda britannica specializzata nella progettazione e produzione di gruppi di motopropulsione e cambi per automobili.
Inoltre la loro competenza si estende anche nel campo delle corse automobilistiche, applicando le loro conoscenze a veicoli di serie, come ad esempio la sostituzione di ingranaggi o la trazione integrale.
Quaife produce una linea di differenziali automatici chiamati Automatic Torque Biasing Differential, una sorta di differenziale a slittamento limitato che utilizza ingranaggi elicoidali controllati meccanicamente o dal computer a bordo veicolo.
Nella sua storia, la Quaife ha anche costruito vetture da competizione complete, come la R4 GTS del 1998, che ha partecipato al British GT Championship.
Nel 2005 per celebrare i suoi 40 anni di attività, la Quaife ha prodotto una autovettura in tiratura limitata, denominata R40; si tratta di una roadster equipaggiata con un motore Ford Duratec HE posizionato centralmente che può avere vari tagli di potenza, da 185 CV, 220 CV e 250 CV.
L'azienda è stata fondata nel 1965 da Rod Quaife, attualmente è di proprietà di Michael Quaife e di sua sorella Sharon Quaife-Hobbs (direttore finanziario).
Il figlio di Michael, Phil Quaife e suo cugino, Adrian Quaife-Hobbs sono entrambi piloti professionisti.
Nell'autunno del 2012 la società ha acquisito la società Tran-X.